# متجر برامج الماك
متجر برامج الماك (بالإنجليزية: Mac App Store) هو إحدى البرامج المدمجة في نظام ماك أو إس عشرة والتي أدمجتها أبل بالنظام في النسخة 10. 6.6 ويمثل دليل للبرامج المتوافقة مع نظام الماك بطريقة مبسطة وجذابة، وتعتبر خطوة من أبل لتكرار نجاح تجربتها في متجر برامج الآيفون Appstore الذي بدأ عام 2008, يتم ربط البرنامج بحساب آيتونز لإجراء عمليات الشراء بنفس طريقة وكيفية متجر برامج الآيفون.
شهد البرنامج إعجاب كبير من قبل مستخدمى الماك ومتخصصى التقنية وتم تحميل مليون برنامج من خلال المتجر خلال أول 24 ساعة فقط.
الجدير بالذكر ان لشركة ابل عدة منتجات من الأجهزة وهي جهاز ماك وايفون وايبود وايباد.